# تربة السلطان محمود الثاني

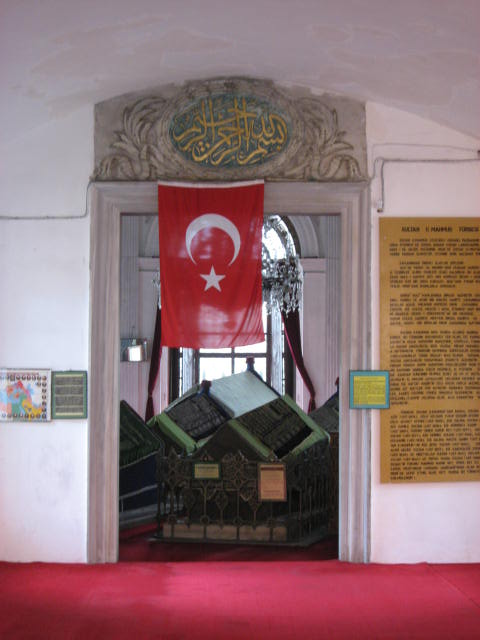
قبور العائلة السلطانية داخل تربة السلطان محمود

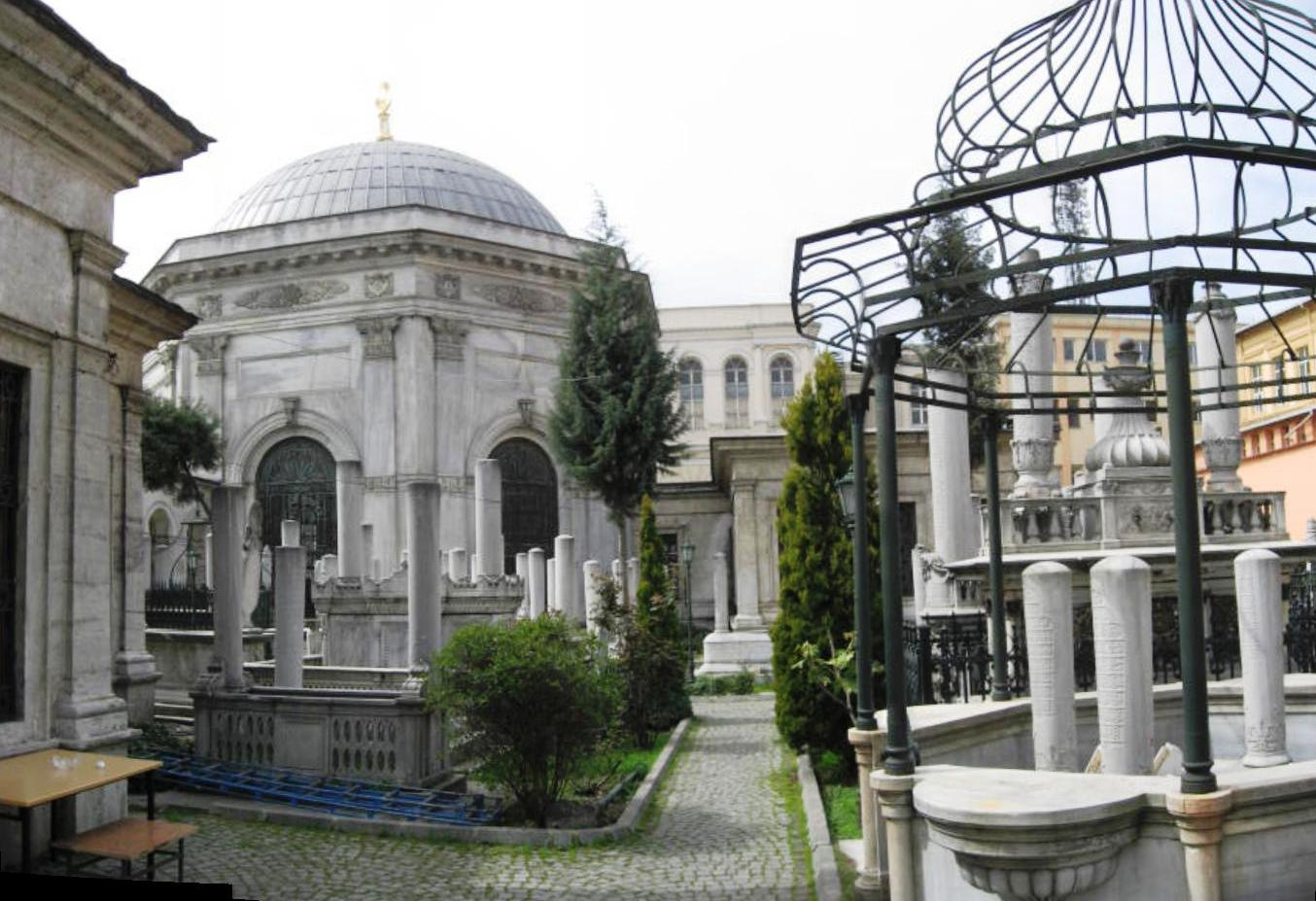
القبور الموجودة في فناء التربة

تربة السلطان محمود الثاني (بالتركية الحديثة: II. Mahmud Türbesi) هي مقبرة (تربة) تقع في شارع ديوان يولي في حي تشنبرلي طاش (الحجر المطوق) ببلدية الفاتح في مدينة إسطنبول التركية. وهي تربة خُصص فناؤها لدفن كبار رجال الدولة العثمانية، وتحتوي على مدافن السلطان محمود الثاني وحرمه وابنه السلطان عبد العزيز.

## من المدفونين بالمقبرة

### من العائلة السلطانية العثمانية
- السلطان محمود الثاني (1839)
- السلطان عبد العزيز (1876)
- ولي العهد يوسف عز الدين أفندي (1916)
- السلطان عبد الحميد الثاني (1918)
- أرطغرل عثمان (2009)

### من رجالات الدولة
- الشيخ بدر الدين محمود (أُعدم سنة 1420، ونُقلت رُفاته إلى تربة السلطان محمود سنة 1961)
- آغا أفندي (1885)
- المعلم ناجي (1893)
- خليل رفعت باشا (1908)
- حسن فهمي بك (1909)
- سعيد حليم باشا (1921)
- ضياء كوك ألب (1924)

## أعلام
- أمينة سلطان
- عبد الحميد الثاني
- عبد الرحمن سامي باشا
- صالحة سلطان بنت محمود
- هبة الله سلطان